# Magnus Granberg
Magnus Granberg, född 1973, är en före detta svensk bandyspelare som har Bollnäs GoIF som moderklubb. Han är känd för sin teknik, skridskoåkning och sitt hårda skott. Hans position genom hela karriären har varit forward. 

## Utmärkelser
- Årets junior i svensk bandy säsongen 1991 - 1992